# Tomate-cereja
O tomate-cereja (Solanum lycopersicum var. cerasiforme) é uma espécie de tomate cujo tamanho é menor e, normalmente, seu sabor é um pouco mais doce que um tomate comum. É usado em saladas, enfeites de pratos ou mesmo ao natural. O diâmetro varia entre 3 e 10 cm, e o formato entre uma esfera e uma elipse.
O tomate-cereja é cultivado desde pelo menos o início dos anos 1800 e é possivelmente originário do Peru e Norte do Chile.
A espécie que é mais comumente comercializada hoje em dia foi desenvolvida em Israel por institutos de pesquisa na área de engenharia genética agrícola no país. O grupo que mais se salientou nesta pesquisa é filiado à faculdade de agricultura da Universidade Hebraica no campus da cidade de Rechovot. Esta espécie foi desenvolvida devido à necessidade de uma espécie mais adequada ao clima israelense e que o tempo entre o amadurecimento e apodrecimento do tomate fosse maior.